# Benjamin Godard
Benjamin Louis Paul Godard (Parigi, 18 agosto 1849 – Cannes, 10 gennaio 1895) è stato un violinista e compositore francese.

## Biografia
Studiò musica con il maestro Reber al Conservatorio di Parigi per la composizione e poi di Vieuxtemps per il violino.
Fu grande compositore di musica da camera, dotato di una straordinaria perizia tecnica nell'esecuzione, oltre alla piacevolezza melodica, unita all'eleganza armonica e alla proprietà di scrittura.

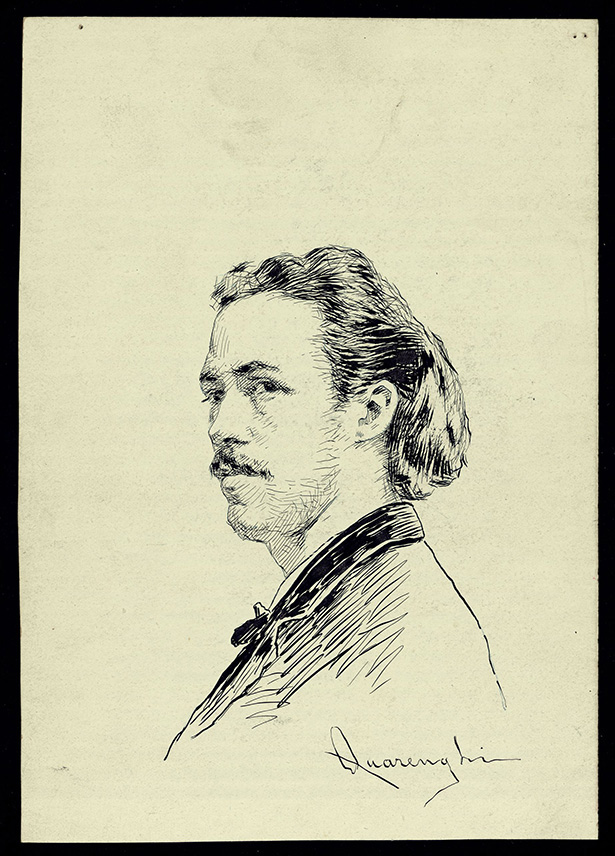
Ritratto di Benjamin Godard, compositore (1849-1895), prima del 1895.

In effetti, la sua tematica si rivelò, talvolta, accostabile alla corrente tardo-romantica, e anche i suoi passi più originali son forse un po' appesantiti da una certa verbosità.
Scrisse anche varie sinfonie per orchestra, tra cui la Sinfonia orientale op. 84 (1884) e la Sinfonia leggendaria  op 99 (1886).
Fu autore di varie opere teatrali, tra cui si ricordano l'ottima Jocelyn su libretto di Armand Silvestre e Victor Capoul (1888), e Dante su libretto di Édouard Blau (1890).
Malato di tubercolosi, si ritirò nella Costa Azzurra nel 1892, dove morì all'inizio del 1895, all'età di quarantacinque anni.